# Аржаник, Елена Анатольевна
Елена Анатольевна Аржаник (Елена Воробофф, Lena Zhanik, иногда встречаются написания Алёна Аржаник или Елена Аржаник-Воробофф) (род. 6 июля 1960, Колпино, Ленинград) — советская и российская актриса кино.

## Биография
В кино начала сниматься с 1974 года, ещё будучи школьницей («Пятёрка за лето»). В 1978 году снялась в эпизодической роли в фильме «Молодая жена».
В 1981 году окончила Театральное училище им. Щукина. В том же году исполнила роль молодой учительницы музыки в фильме «Немухинские музыканты». После окончания училища её пригласили в Ленинград в Театр им. Комиссаржевской.
В 1988 году снялась в фильме-притче Карена Шахназарова «Город Зеро» в роли обнажённой секретарши. В интервью[каком?] Елена Аржаник рассказывала, что она не хотела сниматься обнажённой, но Леонид Филатов подошёл к ней и сказал: «Надо, Лена!»
В 1989 снялась в комедии «За прекрасных дам!». На вопрос корреспондента: «Зачем Вы снялись в очевидно слабом фильме „За прекрасных дам!“?» — Аржаник ответила, что это были её первые съёмки в по-настоящему коммерческом фильме (ей платили по 25 рублей за день съёмок).
В 1990-х годах эмигрировала в США. Снялась в фильмах «Сны о России» и «Снайпер».
В 2008 году снялась в эпизоде сериала «Шпионские игры».

## Фильмография
- 1971 — Пеппи-Длинныйчулок (фильм-спектакль) — Пеппи — главная роль
- 1972 — Приключения Буратино или Золотой ключик (фильм-спектакль)
- 1974 — Пятёрка за лето — Аржаник
- 1976 — Ключ без права передачи — Алла, школьница
- 1978 — Молодая жена — Ангелина
- 1978 — Всё решает мгновение — Иришка Таманцева (в титрах не указана)
- 1979 — Кто ходит по бревну (к/м)
- 1979 — С любовью пополам — Оля, студентка
- 1980 — Последний побег — Соня
- 1981 — Честный, умный, неженатый… — Нина Леонидовна, вожатая
- 1981 — Немухинские музыканты — Варя, учительница музыки
- 1981 — Его отпуск — Виктория, рабочая
- 1985 — Софья Ковалевская — Фуфа
- 1987 — С суда на брак — журналистка
- 1987 — Где находится нофелет? — прохожая
- 1988 — Город Зеро — Нина, голая секретарша
- 1989 — За прекрасных дам! — Ира
- 1990 — Палач — Лена
- 1991 — Московская любовь — Люба, подруга Кати
- 1991 — Снайпер — Нэнси
- 1992 — Сны о России — Софья Ивановна Буш, придворная дама императрицы Екатерины II
- 1996 — Срочное погружение — Болейн
- 2001 — Клиент всегда мёртв / Six Feet Under — Лотти
- 2008 — Шпионские игры (Фильм 10. Частный визит)